# قاعدة بيانات العلماء

## قاعدة بيانات العلماء
رغم وفرة العلماء من الصعوبة التعرف عليهم لأن المجتمعات متحركة، فلكي تنظم مؤتمراً علمياً يحتاج المرء للبحث عن العلماء من ذوي الاختصاص المناسب لحضور المؤتمر، أحياناً تكون الحاجة لنبذة قصيرة عن أحد العلماء، تطوير ويكي قاعدة بيانات العلماء لجمع السيرة الذاتية والصور للعلماء الموثوقين لاستخدامها في أي غرض. أحياناً نجد أسماء الباحثين في ملخصات الأبحاث ولكن التعرف على معلومات أعمق عنهم ياخذ وقتاً ويقدم هذا الموقع خدمة سريعة متخصصة بهذا الشأن.

## التاريخ
لقد تطورت أدوار "العلماء" وأسلافهم قبل ظهور التخصصات العلمية الحديثة إلى حد كبير بمرور الوقت. كان للعلماء من مختلف العصور (وقبلهم ، الفلاسفة الطبيعيون وعلماء الرياضيات ومؤرخو الطبيعة وعلماء اللاهوت الطبيعي والمهندسون وغيرهم ممن ساهموا في تطوير العلم) أماكن مختلفة على نطاق واسع في المجتمع والأعراف الاجتماعية والقيم الأخلاقية والمعرفة . لقد تغيرت الفضائل المرتبطة بالعلماء - والمتوقعة منهم - بمرور الوقت أيضًا. وفقًا لذلك ، يمكن تحديد العديد من الشخصيات التاريخية المختلفة على أنها علماء في وقت مبكر ، اعتمادًا على خصائص العلم الحديث التي تعتبر ضرورية.
يشير بعض المؤرخين إلى الثورة العلمية التي بدأت في القرن السادس عشر على أنها الفترة التي تطور فيها العلم في شكل حديث معروف. لم تحدث تغييرات اجتماعية واقتصادية كافية حتى القرن التاسع عشر ليبرز العلماء كمهنة رئيسية.

### العصور القديمة الكلاسيكية [ عدل المصدر ]
كان العديد من العلماء يتابعون معرفة الطبيعة في العصور القديمة الكلاسيكية . تم إنتاج المساهمات اليونانية في العلوم - بما في ذلك أعمال الهندسة وعلم الفلك الرياضي ، والحسابات المبكرة للعمليات البيولوجية وكتالوجات النباتات والحيوانات ، ونظريات المعرفة والتعلم - من قبل الفلاسفة والأطباء ، فضلاً عن الممارسين لمختلف المهن. انتشرت هذه الأدوار وارتباطاتها بالمعرفة العلمية مع الإمبراطورية الرومانية ، ومع انتشار المسيحية ، أصبحت مرتبطة ارتباطًا وثيقًا بالمؤسسات الدينية في معظم البلدان الأوروبية. علم التنجيم وعلم الفلكأصبح مجالًا مهمًا للمعرفة ، وتطور دور الفلكي / المنجم بدعم من الرعاية السياسية والدينية . بحلول وقت نظام الجامعة في العصور الوسطى ، تم تقسيم المعرفة إلى الفلسفة الثلاثية - الفلسفة ، بما في ذلك الفلسفة الطبيعية - والرباعية - الرياضيات ، بما في ذلك علم الفلك. ومن ثم ، فإن نظائر العلماء في العصور الوسطى كانوا في الغالب إما فلاسفة أو علماء رياضيات. كانت معرفة النباتات والحيوانات على نطاق واسع من اختصاص الأطباء

### العصور الوسطى [ تحرير المصدر ]
أنتج العلم في إسلام العصور الوسطى بعض الأنماط الجديدة لتطوير المعرفة الطبيعية ، على الرغم من أنها لا تزال ضمن حدود الأدوار الاجتماعية القائمة مثل الفيلسوف وعالم الرياضيات. يعتبر العديد من العلماء البدائيين من العصر الذهبي الإسلامي متعددو الميول ، ويرجع ذلك جزئيًا إلى عدم وجود أي شيء يتوافق مع التخصصات العلمية الحديثة . كان العديد من هؤلاء الموسيقيين الأوائل كهنة وعلماء دين : على سبيل المثال ، كان الحزن والبيروني متكلمين . كان الطبيب ابن سينا حافظًا . الطبيب ابن النفيسكان من الحافظين المحدثين والعلماء . كان عالم النبات أوتو برونفيلز عالمًا لاهوتيًا ومؤرخًا للبروتستانتية. كان عالم الفلك والطبيب نيكولاس كوبرنيكوس كاهنًا. خلال عصر النهضة الإيطالي ، كان العلماء مثل ليوناردو دافنشي ، ومايكل أنجلو ، وجاليليو جاليلي ، وجيرولامو كاردانو ، يُعتبرون من أشهر الموسيقيين.

### عصر النهضة [ تحرير مصدر ]
خلال عصر النهضة ، قدم الإيطاليون مساهمات كبيرة في العلوم. قام ليوناردو دافنشي باكتشافات مهمة في علم الحفريات وعلم التشريح. قام والد العلوم الحديثة ،  جاليليو جاليلي ، بإجراء تحسينات رئيسية على مقياس الحرارة والتلسكوب مما سمح له بمراقبة النظام الشمسي ووصفه بوضوح. لم يكن ديكارت رائدًا في الهندسة التحليلية فحسب ، بل صاغ نظرية في الميكانيكا  وأفكارًا متقدمة حول أصول حركة الحيوانات وإدراكها . رؤية مهتمة الفيزيائيان يونغ وهيلمهولتز، اللذان درسا البصريات والسمع والموسيقى . _ وسع نيوتن رياضيات ديكارت باختراع حساب التفاضل والتكامل (في نفس الوقت مع لايبنيز ). قدم صياغة شاملة للميكانيكا الكلاسيكية ودرس الضوء والبصريات . أسس فورييه فرعًا جديدًا للرياضيات - سلسلة دورية لانهائية - درس تدفق الحرارة والأشعة تحت الحمراء ، واكتشف تأثير الاحتباس الحراري . قدم جيرولامو كاردانو ، وبليز باسكال بيير دي فيرمات ، وفون نيومان ، وتورنج ، وخينشين ، وماركوف ووينر ، وجميعهم علماء رياضيات ، مساهمات كبيرة في العلوم ونظرية الاحتمالات ، بما في ذلك الأفكار الكامنة وراء أجهزة الكمبيوتر ، وبعض أسس الميكانيكا الإحصائية وميكانيكا الكم كان العديد من العلماء الذين يميلون إلى الرياضيات ، بما في ذلك جاليليو ، موسيقيين أيضًا .
هناك العديد من القصص المقنعة في الطب والبيولوجيا ، مثل تطوير الأفكار حول دوران الدم من جالينوس إلى هارفي . ينسب بعض العلماء والمؤرخين المسيحية إلى أنها ساهمت في ظهور الثورة العلمي

## رعاة الموقع
يقوم اثنين من العلماء برعاية الموقع
- انطوني ويليماز Antony Williams
- سين إكينز Sean Ekins

## توزيع المعلومات
يقدم الموقع قائمة فيها حوالي خمسين ألف عالم، وقائمة توزعهم حسب البلدان اعتماداً على التصنيفات؛ وزعت السير الذاتية على 35 تصنيفاً أكبرها علماء الاجتماع ثم علماء البيولوجيا، ثم تتوزع التصنيفات الفرعية وفق البلد والاختصاص مثلاً:
- بيولوجيون
  - بيولوجيون أمريكان
  - علماء نبات أمريكان

## المصدر
- موقع قاعدة بيانات العلماء http://www.scientistsdb.com